# Marcia dei carristi sovietici
La Marcia dei carristi sovietici (in russo Марш советских танкистов?, Marš sovetskich tankistov) è una canzone russa scritta nel 1939 dai fratelli Dmitrij, Daniil e Samuil Pokrass con i testi di Boris Laskin.
La canzone fu molto usata all'interno delle propagande sovietiche, come per esempio, una propaganda animata del 1941 contro l'occupazione nazista, chiamata "I barbari fascisti: gli stivali fascisti non calpesteranno la nostra patria".
Venne usata anche nel film Traktoristy del 1939.